# Parc national Campo de los Alisos
Le parc national Campo de los Alisos (« champs des aulnes ») est un parc national du nord-ouest argentin situé dans la province de Tucumán. Son écosystème est composé de jungles et forêts dans un environnement montagneux.